# Adrian Frutiger

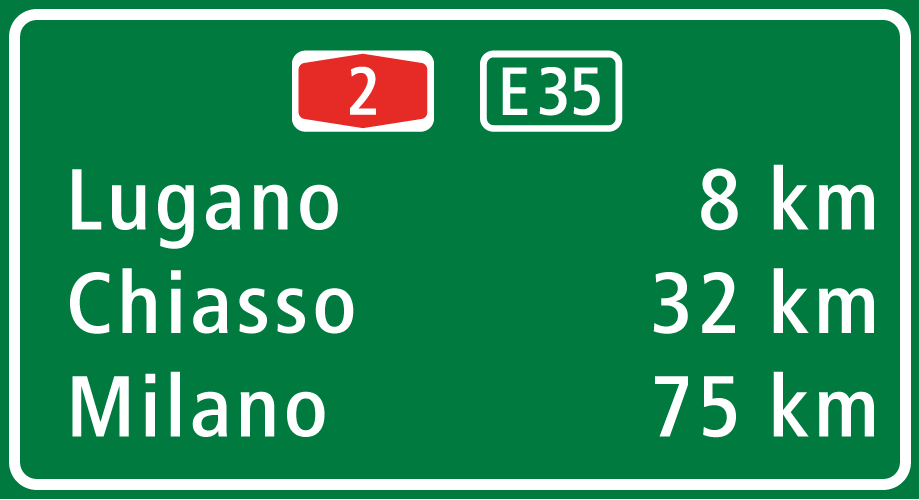
Cartelli svizzeri Astra Frutiger nei pressi di Lugano.

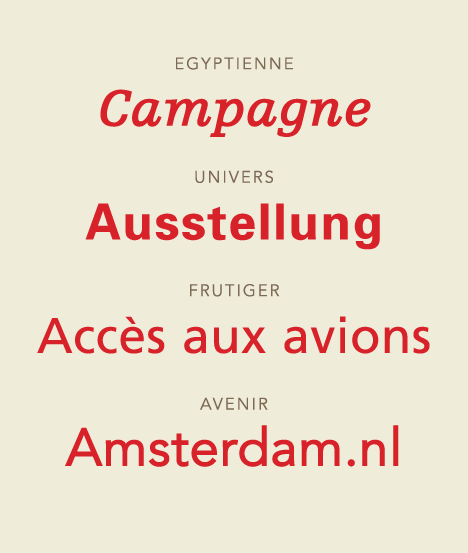
Esempi di caratteri creati da Adrian Frutiger.

Adrian Frutiger (Unterseen, 24 maggio 1928 – Bremgarten bei Bern, 10 settembre 2015) è stato un designer svizzero, molto conosciuto per i caratteri Univers e Frutiger.

## Biografia

### Esordi
Frutiger nacque a Unterseen, presso Interlaken, nel Canton Berna in Svizzera. Suo padre era un tessitore. Già da bambino incominciò a creare una propria scrittura ed un corsivo stilizzato come reazione al corsivo formale richiesto all'epoca nella scuola svizzera. Il padre scoraggiò il suo interesse iniziale alla scultura e gli insegnanti della scuola superiore lo indirizzarono alla tipografia. Anche se Frutiger si dedicò al mondo della stampa il suo amore per la scultura influenzò l'aspetto dei suoi caratteri.

### Formazione
All'età di sedici anni Frutiger fu apprendista tipografo compositore per quattro anni presso lo stampatore Otto Schaerffli nella città natale di Interlaken. Tra il 1949 e il 1951 frequentò la Kunstgewerbeschule (istituto di arti applicate) a Zurigo, studiando sotto Walter Kach. Gli studenti studiavano le iscrizioni monumentali incise nel foro romano. Mentre frequentava la Kunstgewerbeschule, Frutiger s'interessò in particolare di calligrafia, un settore in cui gli strumenti di disegno potevano essere evitati in favore di pennino e pennello.

### Attività lavorativa
Charles Peignot della foundry parigina Deberny Et Peignot assunse Frutiger basandosi su un lavoro illustrato intitolato Storia delle lettere. Le illustrazioni incise nel legno di Frutiger in questo lavoro dimostravano la sua preparazione, attenzione per i dettagli e conoscenza del disegno delle lettere. Alla Deberny & Peignot Frutiger creò i caratteri President, Phoebus e Ondine. Charles Peignot diede a Frutiger il compito di convertire molti caratteri già esistenti per il nuovo dispositivo di fototipografia Lumitype.
Il primo carattere commerciale di Frutiger è stato President, un set di caratteri da titolo con della piccole grazie (serif) terminali, pubblicato nel 1954. Un carattere calligrafico informale, l'Ondine (onda in francese), fu anch'esso pubblicato da Peignot nel 1954. Nel 1955 fu pubblicato Meridien, un font vecchio stile con grazie. Il carattere traeva ispirazione dai lavori di Nicholas Jenson, ed è in Meridien che le idee su costruzione delle lettere, unità e una, sempre presente, qualità organica delle forme viene espressa da Frutiger per la prima volta. Nel 1956 Frutiger crea il primo dei tre font slab-serif typefaces: Egyptienne. Egyptienne è uno slab serif sul modello del Clarendon ed è il primo carattere richiesto espressamente per il processo di fotocomposizione.
Charles Peignot prevede una grande famiglia unificata, prevista per essere usato sia con il metal che con i sistemi di fotocomposizione. Impressionato dal successo del carattere Futura della Bauer foundry, Peignot incoraggia quindi la creazione di un nuovo font geometric sans-serif per poter entrare in competizione. A Frutiger però non piace la rigidità del Futura e persuade Peignot che il nuovo sans-serif deve essere basato su un modello realist (neo-grotesque). Il carattere del 1896 Akzidenz Grotesk è portato come modello primario. Per mantenere l'unità attraverso 21 varianti, di ogni peso e larghezza, in roman e in corsivo, viene disegnato e approvato prima che ogni matrice venga "tagliata". Nell'Univers Frutiger introduce il suo sistema di classificazione a due cifre. La prima cifra (da 3 a 8) indica il peso, con 3 che significa veramente sottile e 8 veramente spesso. Il secondo numero indica la larghezza e se è roman o "obliquo". La risposta del mercato all'Univers è immediata e positiva. Frutiger ha dichiarato che Univers è stato il modello di tutti i suoi successivi caratteri. Univers è stato alla base di Serifa (1967) e Glypha (1977).
Nei primi anni settanta l'autorità aeroportuale francese incarica Frutiger di creare un carattere per la segnaletica ai viaggiatori del nuovo aeroporto internazionale Charles de Gaulle per Parigi nel territorio di Roissy. In breve gli viene richiesto un carattere con grande leggibilità sotto ogni angolazione. Frutiger prende in considerazione la possibilità di adattare Univers ma decide che il suo aspetto è datato, essendo associato con gli anni sessanta. Il carattere che crea è un amalgama di Univers temperato dall'influenza organica degli humanist sans-serifs tipo il font di Eric Gill "Gill Sans", il carattere di Edward Johnston per il London Transport e quello di Roger Excoffon "Antique Olive". Originariamente denominato Roissy, il carattere verrà rinominato Frutiger quando viene reso disponibile al pubblico dalla Mergenthaler Linotype Company nel 1976.
Il carattere di Frutiger del 1984  Versailles è un serif vecchio stile (old style) con le maiuscole simili a quelle del precedente font President. Nel Versailles le grazie (serifs) sono piccole e glifiche. Nel 1988 Frutiger completa Avenir. Avenir, in lingua francese significa avvenire o futuro, prende ispirazione dal Futura ma include similarità strutturali con i neo-grotesque. Avenir ha la serie completa di pesi unificati. Nel 1991 Frutiger termina di lavorare su Vectora, il cui design è influenzato dai caratteri di Morris Fuller Benton Franklin Gothic e News Gothic. Ne risulta un font con una grande altezza e leggibile anche a piccole dimensioni.
Nei tardi anni novanta Frutiger inizia a collaborare al raffinamento ed espansione di caratteri Univers, Frutiger e Avenir per l'uso della tecnologia moderna e indirizza lo sviluppo all'hinting per la visualizzazione a schermo. Univers viene distribuito con 63 varianti. Frutiger viene riedito come Frutiger Next con un vero corsivo e pesi addizionali. Lavorando insieme al designer della Linotype  Akira Kobayahi, Frutiger espande la famiglia Avenir con pesi sottili e pesanti, e una versione ristretta (condensed). Il carattere viene distribuito con il nome Avenir Next.
Una delle ultime creazioni di Frutiger è il carattere ASTRA-Frutiger creato appositamente per l'Ufficio federale svizzero delle strade, ASTRA appunto. Entrato in vigore nel 2002, questo nuovo carattere è viepiù utilizzato man mano che i vecchi cartelli stradali svizzeri vengono sostituiti.
La carriera di Frutiger è proseguita nello sviluppo di caratteri di stampa spazia nell'era dell'hot metal, della fototipografia e della tipografia digitale. Frutiger ha vissuto a Berna, in Svizzera, ed ha lavorato principalmente alle incisioni su legno.

### Insegnamento
A Parigi Adrian Frutiger insegnò per dieci anni all'école Estienne e otto anni presso l'école nationale supérieure des arts décoratifs.

## Riconoscimenti
- 1987 – Medaglia del Type Directors Club di New York[2][1]

## Opere

### Caratteri tipografici
I caratteri tipografici ideati da Adrian Frutiger sono più di una trentina e comprendono:
- President (1954);
- Univers (1954);[4]
- Meridien (1955);
- Egyptienne (1956);
- Apollo (1962);[4]
- Serifa (1967);[4]
- OCR-B (1968);
- Iridium (1972);[4]
- Frutiger (creato nel 1975 per l'aeroporto Charles de Gaulle, pubblicato da Linotype nel 1976);[4]
- Glypha (1979), elaborato con il software Ikarus;[4]
- Icône (1980), composto da curve complesse;[4]
- Breughel (1982);
- Versailles (1982);
- Centennial (1986), ideato per il centenario dell'invenzione della macchina compositrice di Ottmar Mergenthaler;[4]
- Avenir (1988);[4]
- Vectora (1990);[4]
- Didot (Linotype) (1991);
- Pompeijana (1992);
- Rusticana (1993);
- ASTRA-Frutiger (adottato nel 2002 dall'Ufficio federale svizzero delle strade).

### Libri
- Adrian Frutiger, Segni & simboli. Disegno, progetto e significato [Der Mensch und seine Zeichen], a cura di Giovanni Lussu e Dolores Turchi, traduzione di Sabrina Magrini, Viterbo, Stampa Alternativa & Graffiti, 1996  [1978], ISBN 9788872262931.
- Adrian Frutiger, Il mondo dei simboli. Passeggiate tra i segni, Viterbo, Stampa Alternativa & Graffiti, 1998, ISBN 9788872264539.
- (FR) Adrian Frutiger, À bâtons rompus. Ce qu'il faut savoir du caractère typographique, Méolans-Revel, Atelier Perrousseaux, 2001, ISBN 9782911220081.
- (FR) Adrian Frutiger, Une vie consacrée à l'écriture typographique, Méolans-Revel, Atelier Perrousseaux, 2004, ISBN 9782911220111.

### Altro
Nel 2003 è stata commissionata a Frutiger dalla fabbrica di orologi svizzera Ventura la creazione di una linea ad edizione limitata di orologi. Ha perciò creato un nuovo font appositamente per il quadrante degli orologi. Frutiger ha anche disegnato un marchio per il National Institute of Design di Ahmedabad, India. L'istituzione era denominata National Design Institute; il nome è stato cambiato per coincidere con il progetto di Frutiger, che include la sigla stilizzata NID lungo le lettere "National Institute of Design".